# Faro Lange Nelle
El Faro Lange Nelle (en neerlandés: Lange Nelle) es un faro en Ostende, en Flandes, al norte de Bélgica. Esta a lo largo de la costa belga del Mar del Norte. La torre actual del faro fue inaugurada en 1948 y es de 65 metros (213 pies) de altura, con 27 millas náuticas (50 km) de visibilidad, utilizando el sistema de iluminación del lente de Fresnel, con una luz a 75 metros (246 pies) sobre el nivel del mar. La torre del faro fue pintada con ondas blancas y azules en 1998.